# حسن اللول (فلم)
حسن اللول هو فيلم مصري من إنتاج 1997. من بطولة أحمد زكي وعزت أبو عوف، من إخراج نادر جلال.

## قصة فيلم
مهرب من بورسعيد، يصطدم بنفوذ سياسي كبير، يقوم بتجارة المخدرات ليصرف علي حملته الانتخابية ويتصدي له حسن اللول انتقاما لقتل صديقه وزميله عبدالعزيز مخيون ويكتشف اللول أن عدوه اللدود هو والد الفتاة التي تعلق بها قلبه مما يوقعه في حيرة.. هذا الفيلم هو التجسيد العملي لتنوع موهبة أحمد زكي بين القدرة علي أداء الأكشن والغناء والكوميديا والمشاعر الإنسانية الفياضة..

## وصلات خارجية
- مقالات تستعمل روابط فنية بلا صلة مع ويكي بيانات
- صفحة الفيلم على موقع السينما